# Enfermeros registrados de práctica en zonas rurales y aisladas
Los Enfermeros registrados de práctica en zonas rurales y aisladas, es una clasificación para los enfermeros que ejercen en áreas rurales y remotas en Queensland, Australia.
En las áreas rurales y remotas de Queensland, los enfermeros que deseen ejercer pueden completar un curso de estudios que les permita ser registrados como Enfermeros registrados de práctica en zonas rurales y aisladas (RIPRN). El plan de estudios es impartido como un Graduado de Certificado de nivel o como un Título Master y está reconocido por el Colegio de Enfermería de Queensland (QNC).

## Contenido del curso
El contenido del programa incluye: 
- Legislación Estatal y Ética Enfermera (Módulo Uno)
- Farmacología (Módulo Dos)
- Tres estudios comparativos de casos clínicos de atención primaria
- Un proyecto de promoción de la salud en la enfermedad crónica
- 20 técnicas enfermeras avanzadas
- Gestión de la documentación
- Comunicación telefónica personal